# Batrachoseps minor
Batrachoseps minor (tên tiếng Anh: Lesser Slender Salamander) là một loài kỳ giông thuộc họ Plethodontidae.

## Phân bố
The Lesser Slender Salamander is đặc hữu của California, ở San Luis Obispo County miền tây Hoa Kỳ.
This salamander's natural habitat is ở chaparral và woodlands và temperate coniferous forests miền nam end of the California Coast Ranges.